# اندرس جانسون (ورزشکار)
اندرس جانسون (انگلیسی: Anders Johnsson; ۱۴ نوامبر ۱۸۹۰ – ۷ ژوئیهٔ ۱۹۵۲) ورزشکار ورزش تیراندازی اهل سوئد بود.
وی در مسابقات کشوری و بین‌المللی در مجموع برندهٔ ۱ مدال نقره شده‌است.